# Conus filmeri
Espèce
Statut de conservation UICN

 LC  : Préoccupation mineure
Conus filmeri est une espèce de mollusques gastéropodes marins de la famille des Conidae.
Comme toutes les espèces du genre Conus, ces escargots sont prédateurs et venimeux. Ils sont capables de « piquer » les humains et doivent donc être manipulés avec précaution, voire pas du tout.

## Description
La taille de la coquille varie entre 23 mm et 33 mm.

## Distribution
Cette espèce est présente dans l'océan Atlantique au large de l'Angola.

### Niveau de risque d’extinction de l’espèce
Selon l'analyse de l'UICN réalisée en 2011 pour la définition du niveau de risque d'extinction, cette espèce est présente sur une aire de répartition plus large que ce qui était considéré auparavant. Il peut y avoir des impacts du port de Namibe, bien que le port soit en place depuis des années et n'ait pas eu jusqu'à présent d'effet majeur. Cependant, le développement futur pourrait menacer la population à cet endroit précis. De même, des prospections pétrolières ont été effectuées le long de la côte angolaise et l'exploration pétrolière pourrait avoir un effet à l'avenir, mais il n'y a pas de développement actuel de ces activités. Par conséquent, à l'heure actuelle, l'espèce a été classée dans la catégorie "préoccupation mineure".

## Taxonomie

### Publication originale
L'espèce Conus filmeri a été décrite pour la première fois en 2000 par le malacologiste Emilio Rolán Mosquera (d) (1935-) et Dieter Röckel (d) (1922-2015) dans la publication intitulée « Argonauta »,.

### Synonymes
- Conus (Lautoconus) filmeri Rolán & Röckel, 2000 · appellation alternative
- Varioconus filmeri (Rolán & Röckel, 2000) · non accepté

## Identifiants taxonomiques
Chaque taxon catalogué par les bases de données biologiques et taxonomiques possède un identifiant qui permet d'établir un point de référence. Les identifiants de Conus filmeri dans les principales bases sont les suivants :
CoL : 5ZXQR - GBIF : 6510705 - iNaturalist : 150337 - IRMNG : 11783764 - TAXREF : 153716 - UICN : 192494 - WoRMS : 426498